# Geranium yoshinoi
Geranium yoshinoi là một loài thực vật có hoa trong họ Mỏ hạc. Loài này được Makino ex Nakai mô tả khoa học đầu tiên năm 1912.